# Hydrocotyle leucocephala
Hydrocotyle leucocephala este o plantă folosită foarte mult în acvaristică. Face parte din genul Hydrocotyle, familia Apiaceae. Este originară din America de Sud.

## Descriere
Are tulpini subțiri și frunze rotunde. La fiecare nod al frunzelor se formează rădăcini mici și albe.

## Creștere
Poate fi plantată în substratul acvariului sau lăsată liberă, să plutească la suprafața apei.
Plantată se va dezvolta mai rapid datorită nutrienților din substrat. Cu toate acestea, în cazul lăsării libere, își va lua nutrienți și din apă și poate reprezenta un loc bun de adăpost pentru puietul din acvariu.

## Galerie

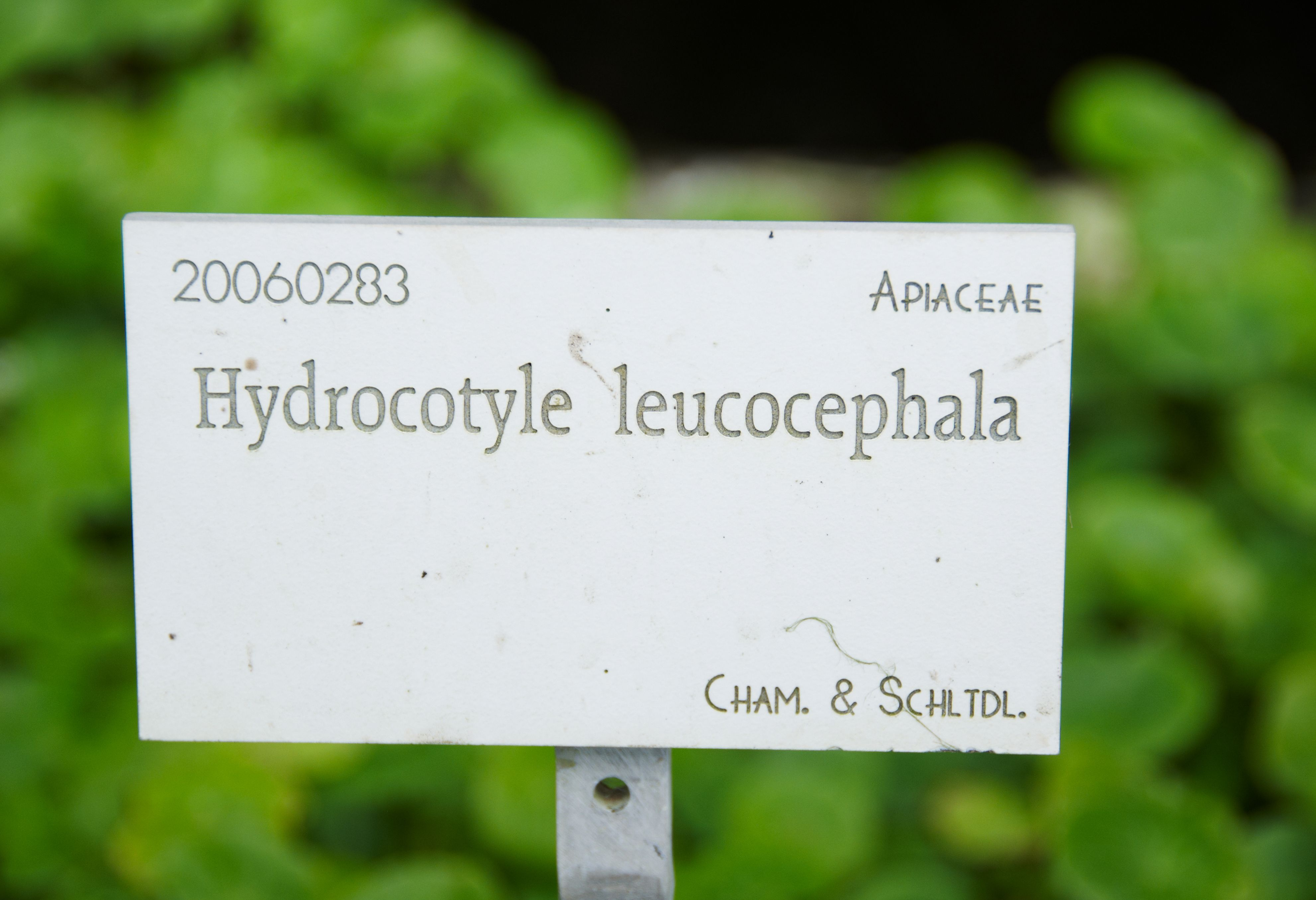
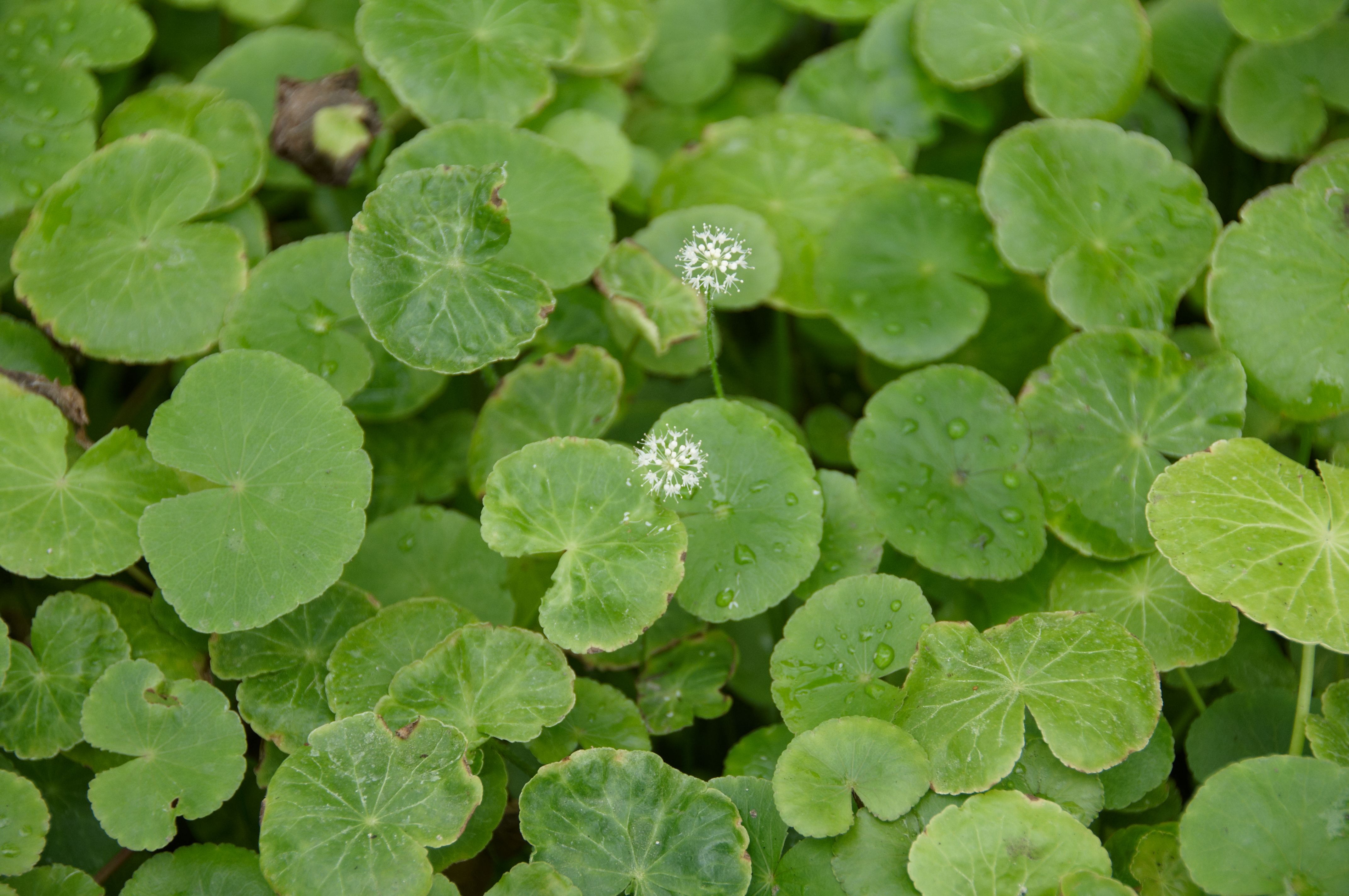
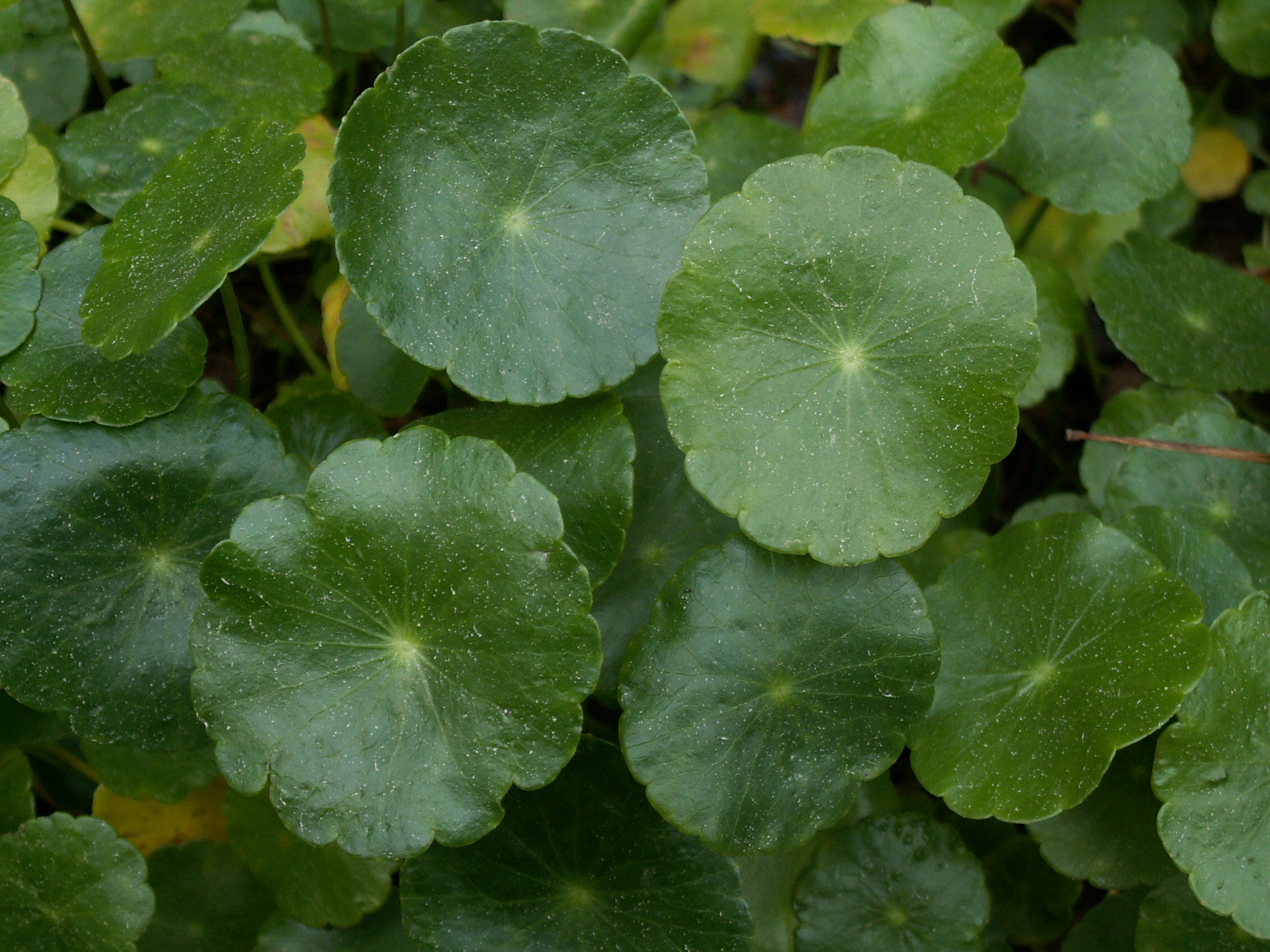